# Derdas III. von Elimiotis
Derdas III. (altgriechisch Δέρδας Dérdas) war ein Fürst der obermakedonischen Landschaft Elimiotis im frühen 4. vorchristlichen Jahrhundert. Er war vermutlich ein Sohn des Derdas II.
Derdas III. hatte einen Bruder namens Machatas und eine Schwester Phila, welche eine der ersten Frauen des Königs Philipp II. von Makedonien war. Diese Ehe steht bezeichnend für die Vasallität der Elimiotis gegenüber dem makedonischen Königtum, die bereits zu Zeiten Amyntas’ III. bestanden hat. Im Jahr 350 v. Chr. unterstützte Derdas seinen Schwager im zweiten olynthischen Krieg, wobei er allerdings in die Gefangenschaft von Olynthos geriet.
Dies schien Philipp II. als Vorwand genommen zu haben, um Elimiotis, wie auch die anderen Landschaften Orestis, Lynkestis, Tymphaia und Eordaia, zur Gänze dem Königtum zu unterwerfen. Angehörige der Fürstenfamilien wurden nun zur Ausbildung und Erziehung an den Königshof in Pella geschickt, wo sie als Geiseln für die Loyalität ihrer Familien zu bürgen hatten und um selbst ideologisch an das Königshaus gebunden zu werden. Einige namhafte Gefährten Alexanders des Großen waren Angehörige der Fürstenfamilien des obermakedonischen Hochlandes. Die Gefährten Harpalos, Philippos und Tauron waren vermutlich die Neffen von Derdas. 